# セゾン現代美術館
セゾン現代美術館（セゾンげんだいびじゅつかん）は、長野県北佐久郡軽井沢町にある美術館。一般財団法人セゾン現代美術館が運営する。

## 概要
1962年に西武グループの創業者堤康次郎が収集した美術品の保存及び一般公開を目的に、東京都港区高輪の高輪プリンスホテル内に高輪美術館として開館。その後セゾングループによって現代美術コレクションが充実してくるとそれら作品を独自に常設させたいという機運が高まり、堤清二と西武百貨店文化事業部が主軸を担い、1981年に軽井沢に新築移転。そのオープニングレセプションには、マルセル・デュシャン夫人やジョン・ケージらも出席した。1991年には現在の名称に改称した。また、1999年にセゾン美術館が閉館したことに伴い、同館の収蔵品も保存・展示している。
主な収蔵品には、ワシリー・カンディンスキー、パウル・クレー、ジャクスン・ポロック、マーク・ロスコ、アンゼルム・キーファー、フランチェスコ・クレメンテらの作品がある。
開館から40年以上が経ち、施設が老朽化していることから、2023年11月1日から2026年4月までの予定で長期休館し、改修工事を予定している。

## 施設
- 庭園 - 若林奮による構想、イサム・ノグチ、安田侃、井上武吉らの彫刻作品16が点在する。
- ミュージアムショップ
- ミュージアムカフェ×ライブラリ「カフェ・ヤマアラシ」

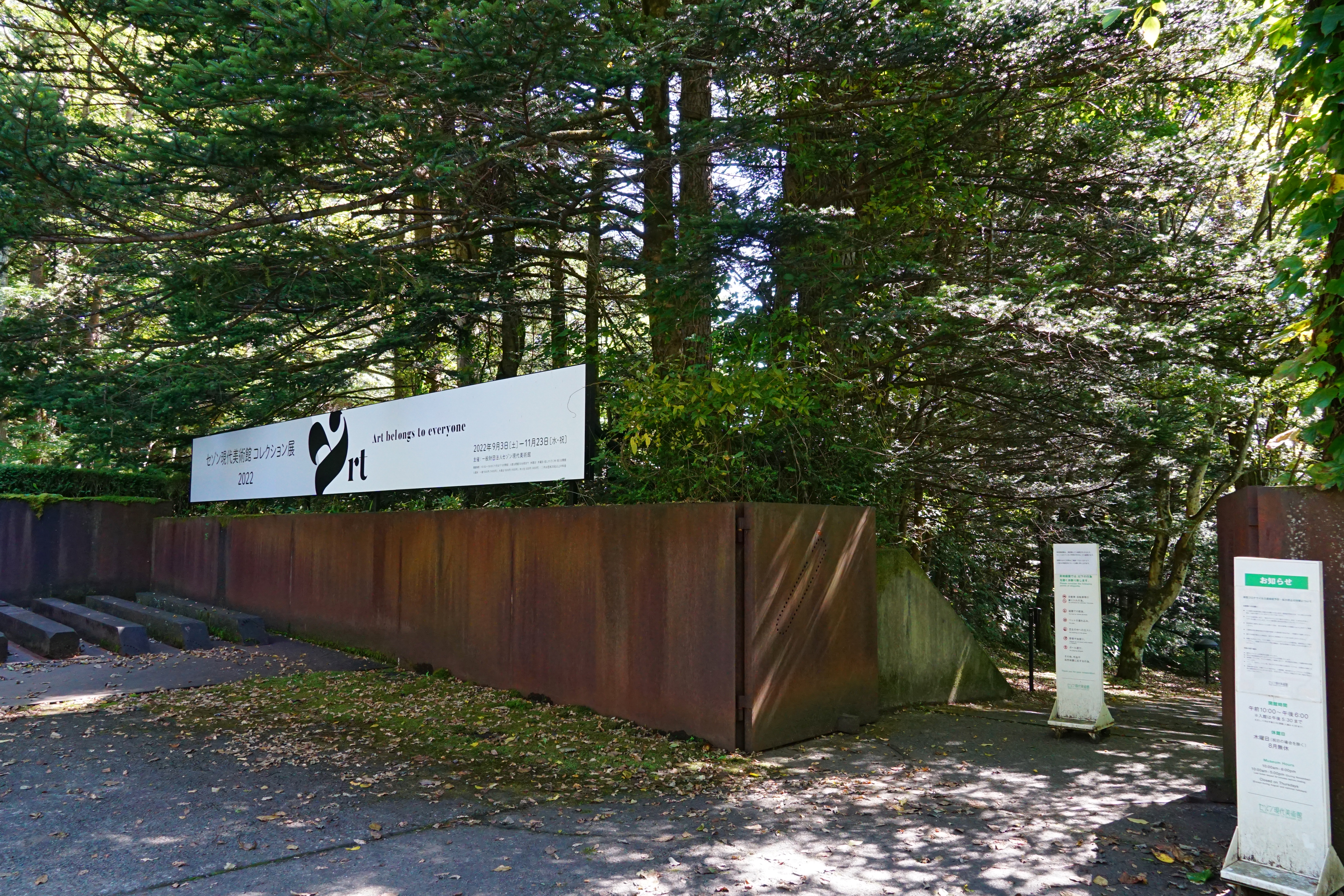
正門
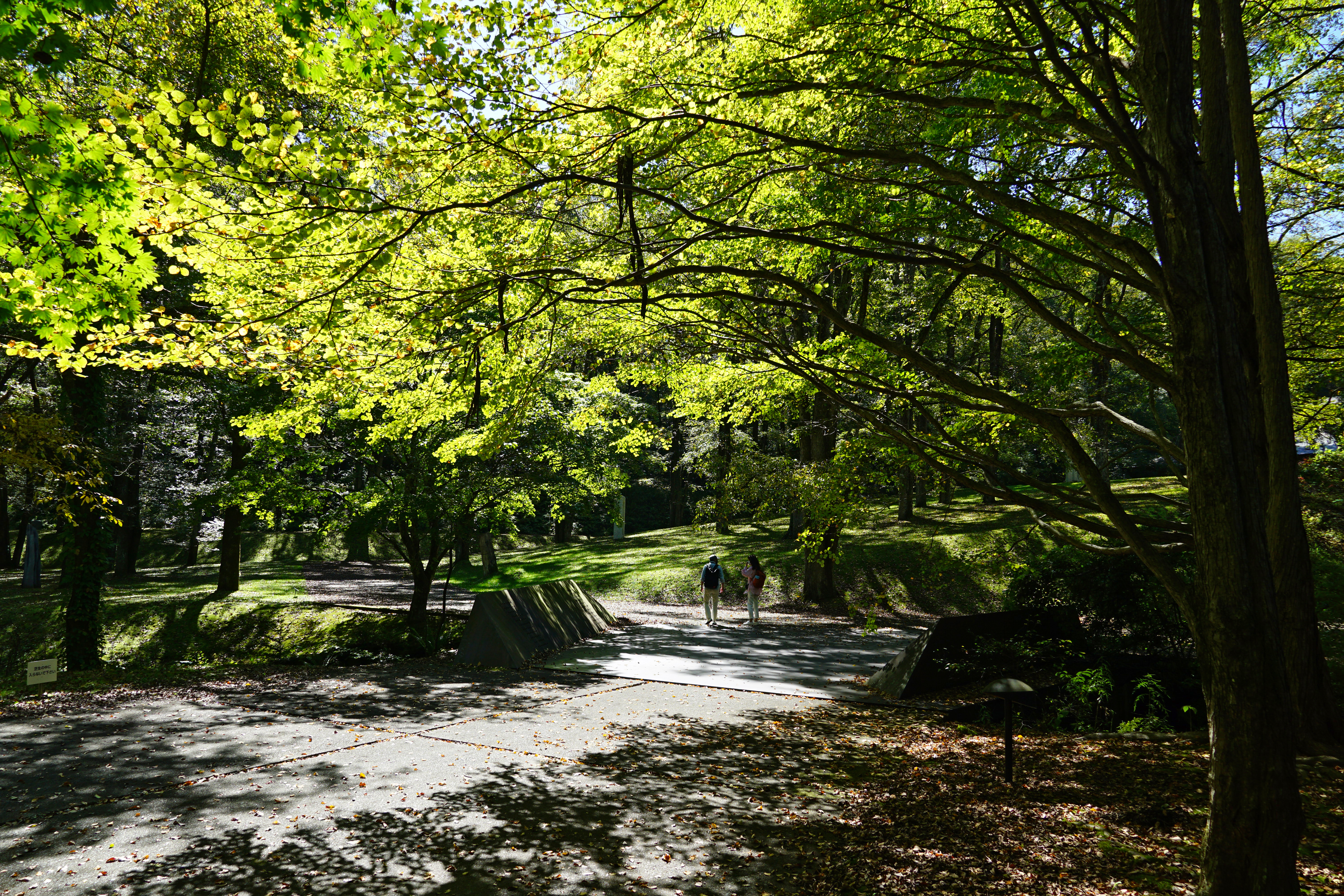
庭園
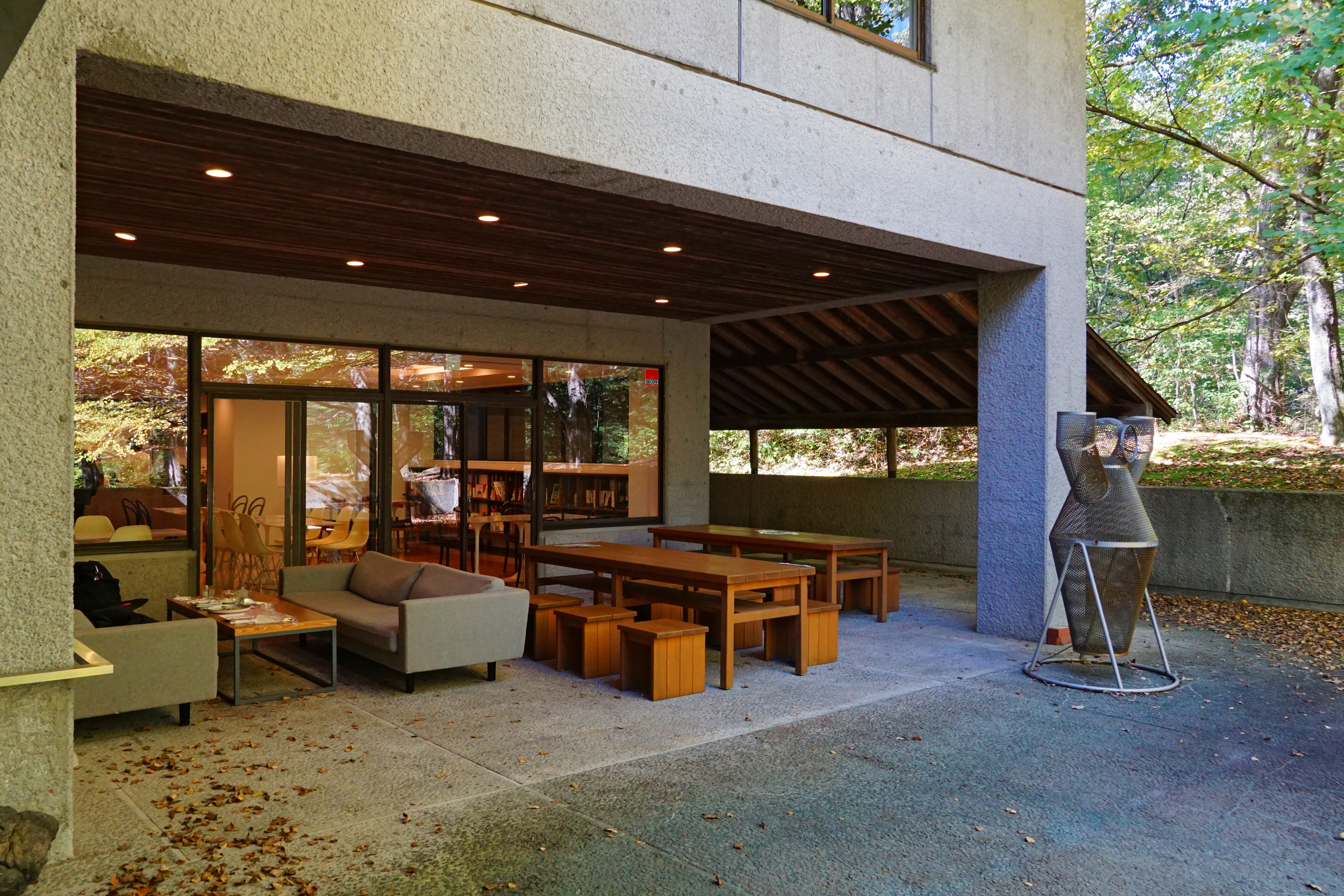
カフェ・ヤマアラシ